# HTBLA Eisenstadt
Die HTBLA Eisenstadt ist eine Höhere Technische Bundeslehranstalt des Bundes im Bundesschulzentrum am Bad-Kissingen-Platz 3 in der Stadtgemeinde Eisenstadt im Burgenland.

## Geschichte
Die Schule wurde 1972 mit einer Klasse mit 39 Schülern mit einer Höheren Technischen Lehranstalt für Maschinenbau begonnen. Der Unterricht erfolgte an vier getrennten Standorten im ehemaligen BEWAG-Gebäude, im ehemaligen Gerichtsgebäude, im ehemaligen WIFI-Gebäude und an der Landesberufsschule. 1981 wurde das neu errichtete Bundesschulzentrum gemeinsam mit der Bundeshandelsakademie und Bundeshandelsschule Eisenstadt bezogen.
1982 wurde mit ersten Klassen den Unikatfachrichtungen Flugtechnik und Werkstofftechnologie begonnen. 1998 folgte die Abteilung für Mechatronik mit dem Schwerpunkt Automatisierung. Hierbei wurde bereits auf die Errichtung eines geplanten Zubaues gewartet, es wurden wieder Räumlichkeiten im ehemaligen WIFI-Gebäude angemietet bzw. die Raumnot mit sogenannten Wanderklassen geregelt.
Im Schuljahr 2005/2006 wurden mehr als 900 Schüler in 36 Klassen mit circa 120 Lehrern unterrichtet und die 5-Tage-Woche eingeführt. Im Schuljahr 2009/2010 wurden mehr als 1000 Schüler unterrichtet, davon 37 Schülerinnen, mit circa 130 Lehrern unterrichtet, mit 37 Klassen, davon 7 provisorisch im ehemaligen WIFI-Gebäude und 5 als sogenannte Wanderklassen.
2015 wurde mit den Bauarbeiten für die Generalsanierung und Erweiterung des HAK-HTL-Bundesschulzentrums begonnen. Im Jahr 2017 konnten diese Arbeiten abgeschlossen werden. Seitens des Bundes waren dafür rund 43 Millionen Euro aufgewendet worden.

## Fachabteilungen
- Höhere Abteilung für Flugtechnik, 5-jährig mit Matura
- Höhere Abteilung für Maschinenbau, 5-jährig mit Matura
- Höhere Abteilung für Metall und Werkstofftechnik, 5-jährig mit Matura
- Höhere Abteilung für Mechatronik, 5-jährig mit Matura
- Höhere Abteilung für Keramik, 5-jährig mit Matura
- Fachschule für Maschinen- und Anlagentechnik, 4-jährig ohne Matura
- Berufsreifeprüfung, berufsbegleitende Schule zur Matura

## Bekannte Absolventen
- Anton Friedl (* 1958), Verfahrenstechniker, Erfinder und Hochschullehrer
- Norbert Gerwald Hofer (* 1971), Politiker, Bundesparteiobmann der FPÖ
- Thomas Schmid (* 1975), Politiker